# 蓋恩斯維爾 (紐約州)
蓋恩斯維爾（英語：Gainesville）是一個位於美國紐約州懷俄明縣的鎮。

## 人口
根據2020年美國人口普查的數據，蓋恩斯維爾的面積為92.48平方千米，當中陸地面積為92.13平方千米，而水域面積為0.35平方千米。當地共有人口2009人，而人口密度為每平方千米22人。